# Nannotettix
Nannotettix is een geslacht van rechtvleugeligen uit de familie sabelsprinkhanen (Tettigoniidae). De wetenschappelijke naam van dit geslacht is voor het eerst geldig gepubliceerd in 1895 door Redtenbacher.

## Soorten
Het geslacht Nannotettix omvat de volgende soorten:
- Nannotettix elongatus Brunner von Wattenwyl, 1895
- Nannotettix pehlkei Beier, 1960
- Nannotettix spissus Brunner von Wattenwyl, 1895